# مطثية
المِطَثِّيَّة أو الكلوستريديوم أو المغزلي أو المجزآت المغزلية (الاسم العلمي: Clostridium) هي جنس من البكتيريا موجبة غرام يتبع فصيلة نظيرات المطثية من رتبة المطثيات. وهي بكتيريا لاهوائية إجبارية قادرة على إنتاج أبواغ داخلية. تتخذ الخلايا البكتيرية لهذا الجنس شكلا عصويا وهو ما أعطاها اسمها (المغزلي) من الكلمة الإغريقية (κλωστήρ) والتي تعني مغزل. وهذه الخصائص تميز هذا الجنس مع أن هناك أنواع من البكتيريا كانت تصنف ضمن جنس المطثية لكنها لاحقا صنفت تحت أجناس أخرى.

## نظرة عامة
هناك ما يقارب مئة نوع من المطثية تشتمل على بكتيريا حرة تعيش بحرية وأخرى مسببة للأمراض. هناك خمسة أنواع رئيسية مسؤولة عن الأمراض عند الإنسان هي:
- المطثية الوشيقية والتي تنتج سما يدعى بوتوكس في الغذاء أو الجروح وقد تسبب تسمما سجقيا.[18] وقد يحتوي العسل على أبواغ المطثية الوشيقية والتي قد تسبب التسمم السجقي لدى الأطفال واليافعين. حيث يسبب السم شللا في عضلات التنفس لدى الرضيع.[19] بينما يستطيع البالغون والأطفال الأكبر سنا تناول العسل بأمان لأن أنواع المطثية لا تستطيع منافسة أنواع البكتيريا الأخرى سريعة النمو الموجودة في القناة المعدية المعوية. كما يستخدم سم البوتوكس نفسه في الاستخدامات التجميلية لإحداث شلل طفيف في عضلات الوجه لتخفيف آثار الكبر والشيخوخة بالإضافة إلى العديد من الاستخدامات العلاجية الأخرى.
- المطثية العسيرة الذي يزدهر عندما تقتل البكتيريا الأخرى الموجودة في الأمعاء خلال العلاج بالمضادات الحيوية مما يؤدي إلى التهاب القولون الغشائي الكاذب الذي يعد سببا للإسهال المرافق للمضادات الحيوية.[20]
- بكتيريا المطثية الحاطمة أو مطثية الغنغرينا والتي كان تسمى سابقا بالمطثية الولشية وهو يسبب نطاقا واسعا من الأعراض من التسمم الغذائي إلى الغنغرينا الغازية. كما يسبب أيضا تسمم الدم المعوي المنشأ المعروف أيضا باسم داء فرط الأكل وداء الكلية اللبية في الخراف والماعز.[21] كما تحل مطثية الغنغرينا محل الخميرة في إنتاج بعض أنواع الخبز. كما وتعني كلمة perfringens التحطيم والاختراق عبر شيء والتحطيم إلى قطع ولذلك سميت بالمطثية الحاطمة.
- المطثية الكزازية الذي يعد الكائن الحي المسبب للكزاز. وقد جاء الاسم من الإغريقية وهو يعني الشد.[22] حيث يشير للشد الحاصل بسبب التشنجات العنيفة التي تصاحب الإصابة بعدوى المطثية الكزازية.
- المطثية السورديلية والتي قد تسبب عدوى مميتة في حالات نادرة واستثنائية بعد عمليات الإجهاض.[23] حيث أعلن عن أقل من حالة سنويا منذ عام 2000.[23]

## العلاج
بشكل عام فإن علاج العدوى بالمطثية هو جرعة عالية من البنسيلين جي، والتي لا يزال الكائن الحي الدقيق حساسا لها وسريع التأثر بها. المطثية الحاطمة (المطثية الولشية سابقا) و المطثية الكزازية تستجيبان للسلفوناميدات. تعد الكلوستريديات حساسة أيضا لمركبات التتراسايكلين والكاربابينيم (إيميبينيم)، ومترونيدازول، فانكومايسين، والكلورامفينيكول.